# Château de Fribourg
 (novembre 2012).

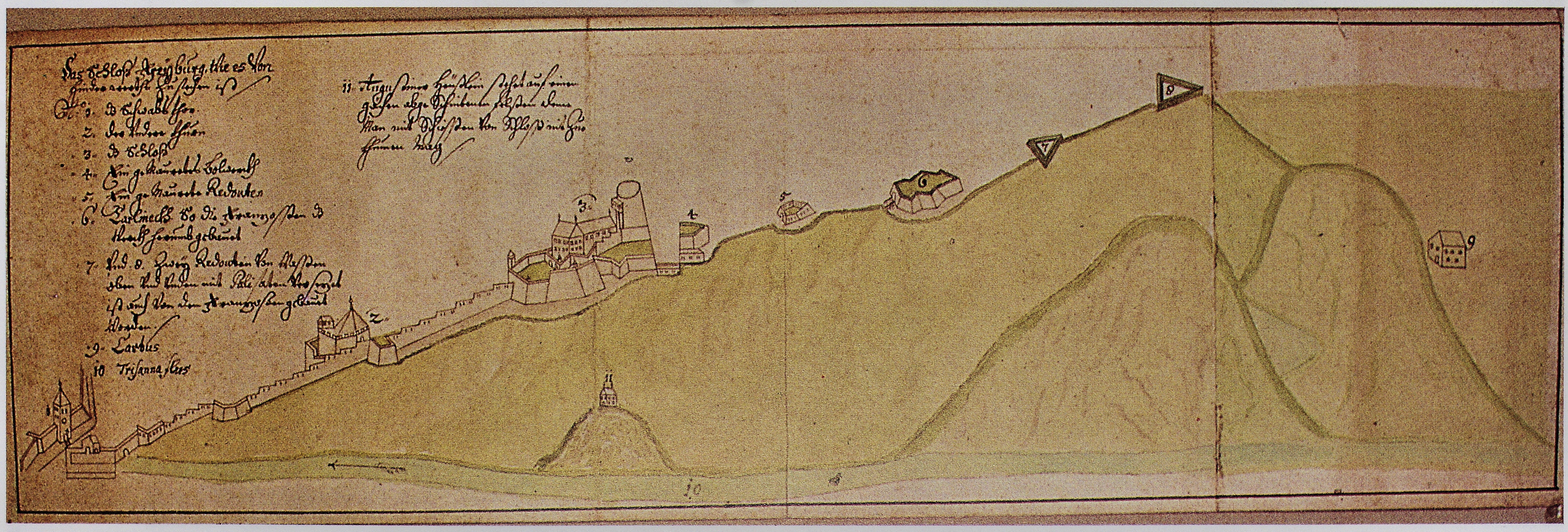
Illustration historique du Schlossberg (Mt du château), un rameau du Roßkopf

Le château de Fribourg (Burg Freiburg en allemand), est un château disparu de la ville allemande de Fribourg-en-Brisgau. Parfois également désigné en français comme un burg.

## Localisation
Le château était situé à l'est du centre-ville de Fribourg, sur le Schlossberg (Mont du château), à une hauteur de 376 mètres au-dessus du niveau de la mer autour de ce qui est aujourd'hui une élévation appelée Ludwigshöhe (littéralement : la hauteur de Ludwig). C'est une élévation de quelques mètres formée sur des décombres. Le nom de Ludwigshöhe a été choisi en hommage au grand duc Ludwig (Louis) II de Bade.
Le Schlossberg, qui culmine à 456 mètres au-dessus du niveau de la mer, est un rameau du Rosskopf.
Sous ce lieu des mosaïques romaines en pierre ont été trouvés en 1819. Les restes d'une villa ou d'une forteresse romaine donnent à penser que la montagne doit déjà avoir été d'une importance stratégique pendant le temps de la colonisation romaine de la vallée du Rhin.

## Histoire

### Maison de Zähringen
Déjà en 1091, le duc Berthold II de Zähringen ordonna la construction du Castrum de Friburch sur le Schlossberg (mont du château) de Fribourg dans un beau style roman. Ce château était glorifié plus tard par le poète Hartmann von Aue. Les serviteurs du duc et ses artisans vécurent au pied de la montagne dans une zone qui aujourd'hui est la partie méridionale du centre historique, mais ce fut seulement en 1120 quand son fils Conrad Ier, avec l'approbation de l'empereur Henri IV, accorda la ville le droit mercantile, mettant ainsi fin à la première phase de l'histoire de Fribourg. 
L'existence du château est prouvé au moins depuis 1146 quand Bernard de Clairvaux a décrit dans ses carnets de voyage comment il avait guéri un garçon aveugle apud castrum Frieburg (au château de Fribourg). Pour le distinguer du château de Zähringen au nord de Fribourg ce château a été appelé le Burghaldenschloss (la motte castrale). Tout au long de l'histoire, des multiples incendies et actes de guerre détruisirent les bâtiments fortifiés sur le mont du château, mais le château a été reconstruit plusieurs fois par les souverains respectifs en raison de son importance stratégique pour la protection de Fribourg et le contrôle de l'accès à la Forêt-Noire et la vallée de la rivière Dreisam.

### Comtes de Fribourg
Après la fin des Zähringer en 1218 la ville appartenait aux comtes d'Urach, qui dès lors s'appelaient les comtes de Fribourg et résidaient dans le château au-dessus de Fribourg. La relation entre les citoyens et leurs souverains était souvent perturbée par des conflits concernant les obligations financières de la ville. Par deux fois les citoyens de Fribourg occupèrent le château. Dans la guerre contre leur souverain, le comte Egon II et son beau-frère, l'évêque de Strasbourg Conrad de Lichtenberg, en 1299 ils utilisèrent des catapultes contre le château pour y faire une brèche. Lorsque le comte Egon III tenta d'entrer avec ses légions dans la ville pendant la nuit, une émeute des citoyens de Fribourg a dévasté « le plus beau château dans les pays allemands » avec des canons. En conséquence, la relation entre les comtes régnants de Fribourg et la ville furent complètement brisée.

### Maison de Habsbourg
En 1368 les citoyens de Fribourg se sont subordonnés volontairement à la protection de la maison de Habsbourg.

#### Leopoldsburg (château de Léopold)
L'empereur Léopold Ier construit une fortification de montagne, avec l'inclusion de la motte castrale, en 1668, le "Leopoldsburg” (château de Léopold) comme un rempart contre la menace de Louis XIV.

### Royaume de France
Entre 1677 et 1715 Fribourg appartenait à la France. 

#### Fortification de Vauban
Louis XIV ordonna à son ingénieur militaire Sébastien Le Prestre de Vauban de fortifier la ville de Fribourg, y compris le Schlossberg avec le « vieux château », conformément aux exigences et normes modernes.
Cependant, avant que les Français n'évacuent la ville, ils ont détruit les fortifications de Vauban de façon si complète qu'il ne reste plus qu'un cône de décombres et le fossé du cou de l'ancien complexe du château, dont la partie principale était un donjon qui a été transmis par des illustrations.  Dans les décennies suivantes, à la suite de la destruction massive du complexe du château et des fortifications entourant la ville, un immense champ de ruines a recouvert la colline du château et la ville.

## Illustrations historiques

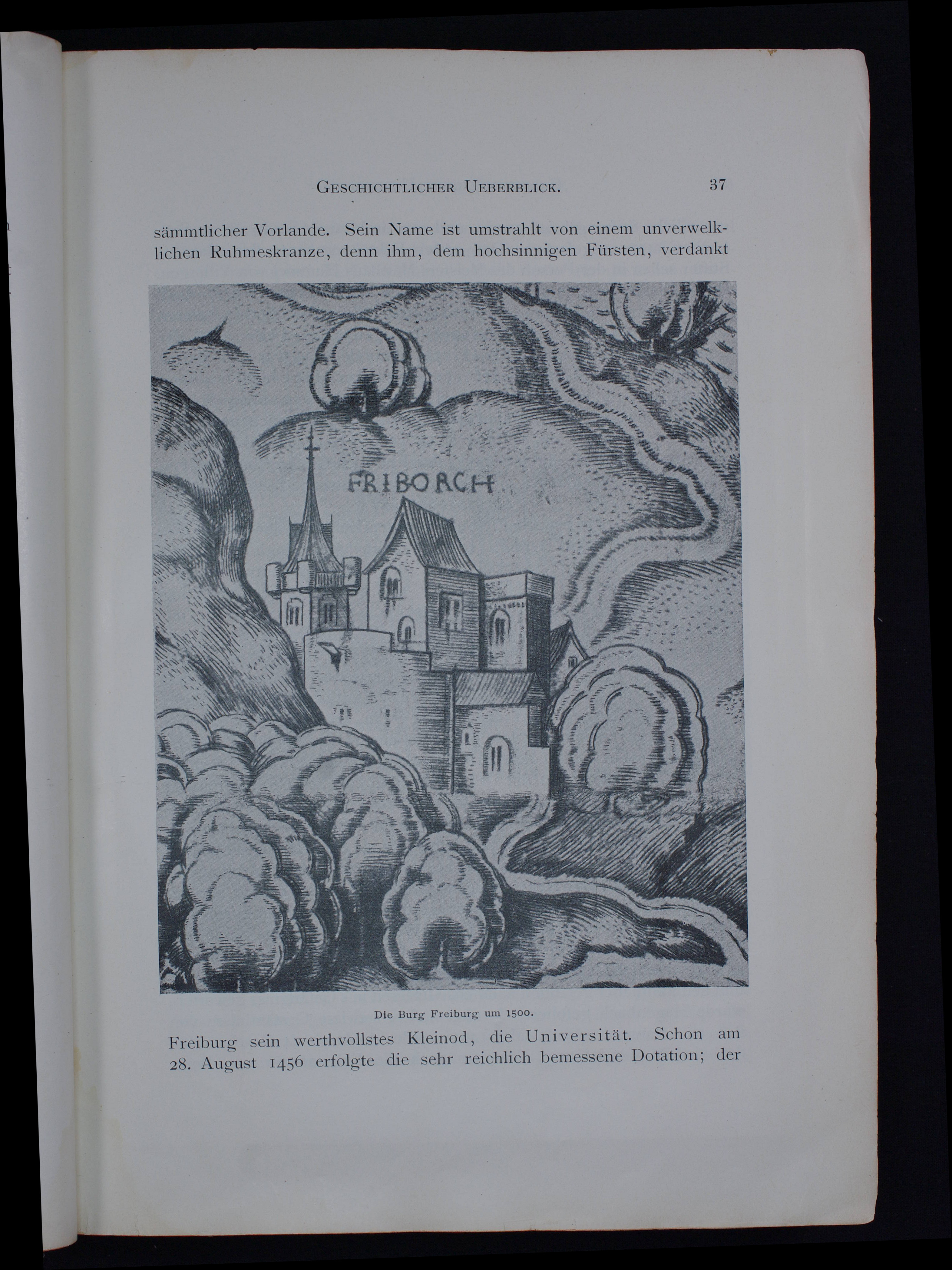
Le château vers 1500.
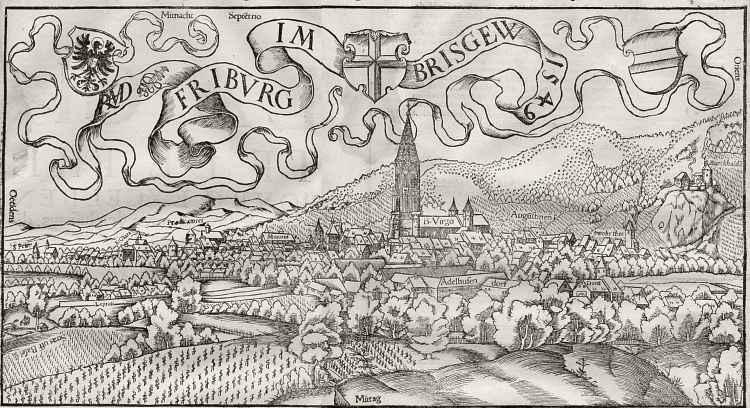
1549 (château à droite).
1589 (Schlossberg avec le château sur la cathédrale).
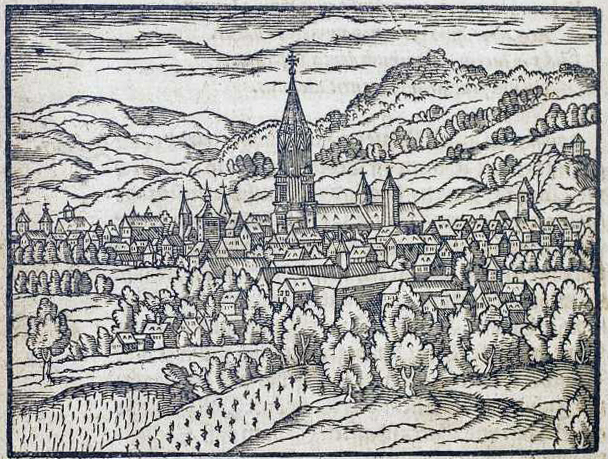
1610 (château à droite).
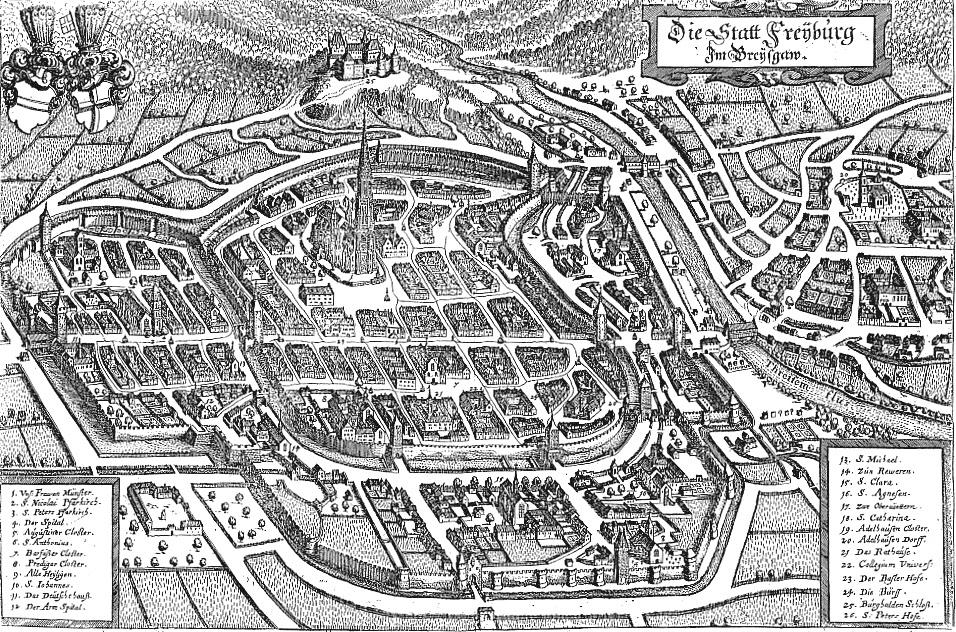
1644 (Schlossberg avec le château sur la cathédrale).
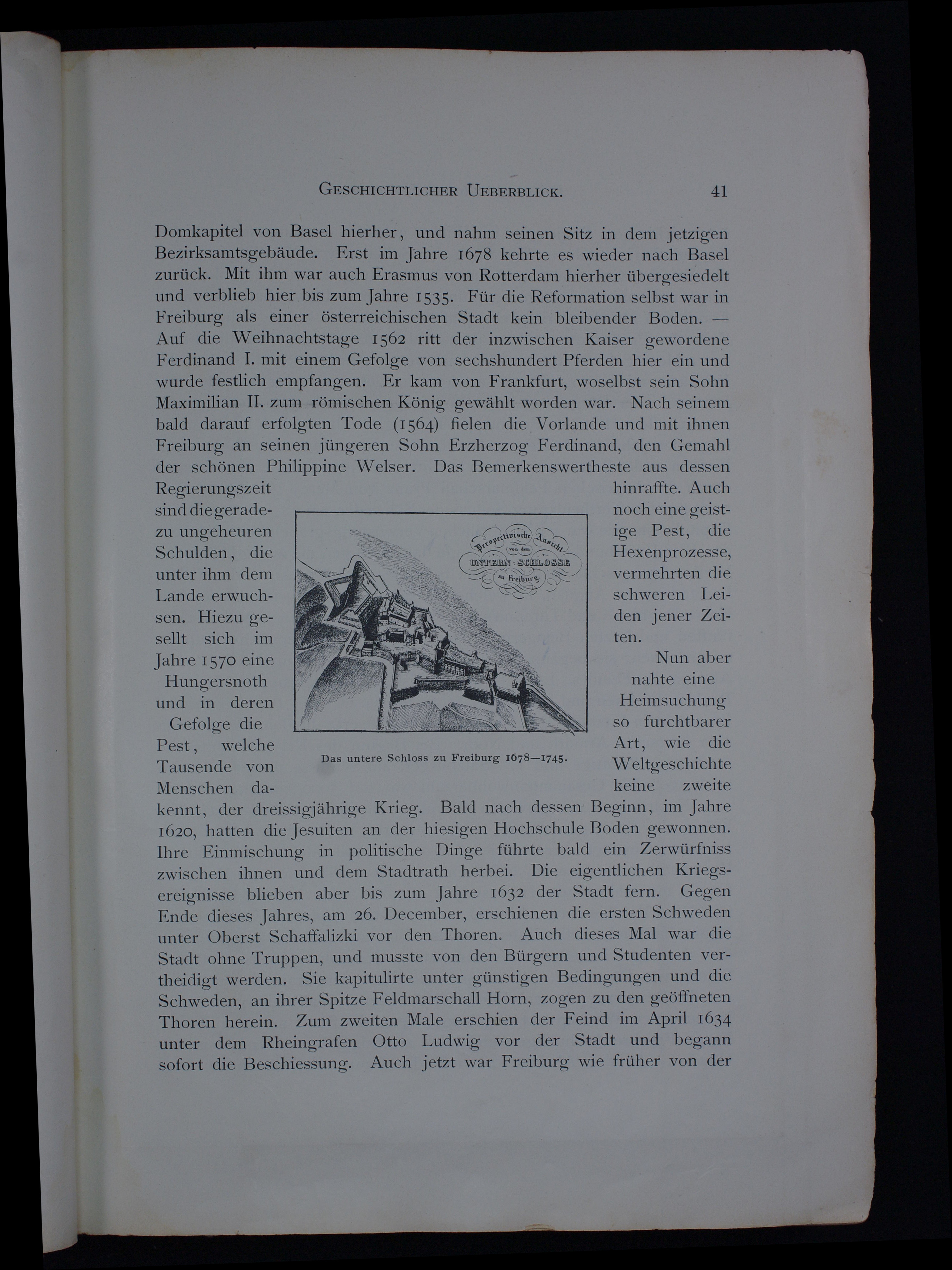
Le château 1678-1745.
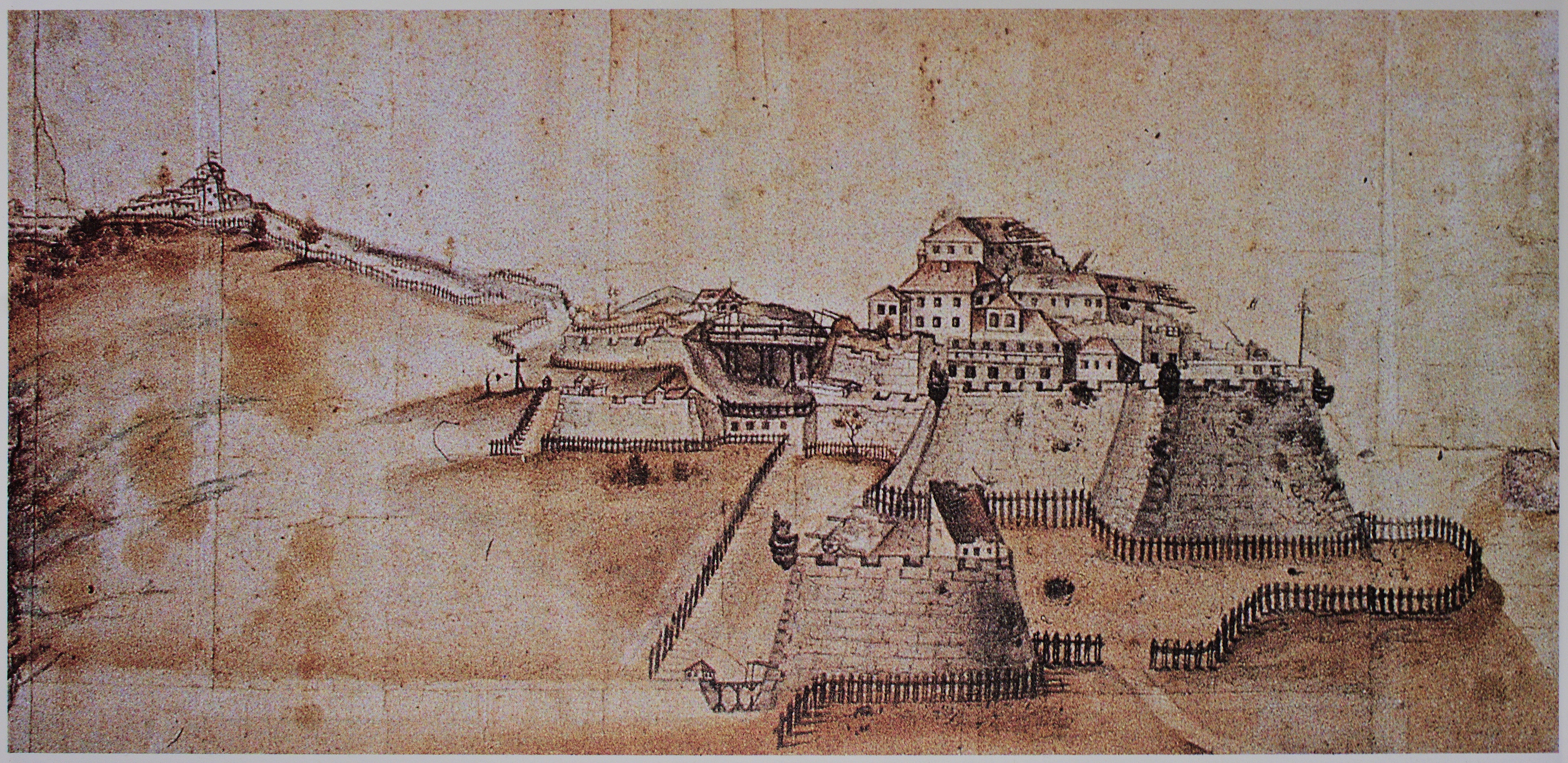
Château inférieur 1713.
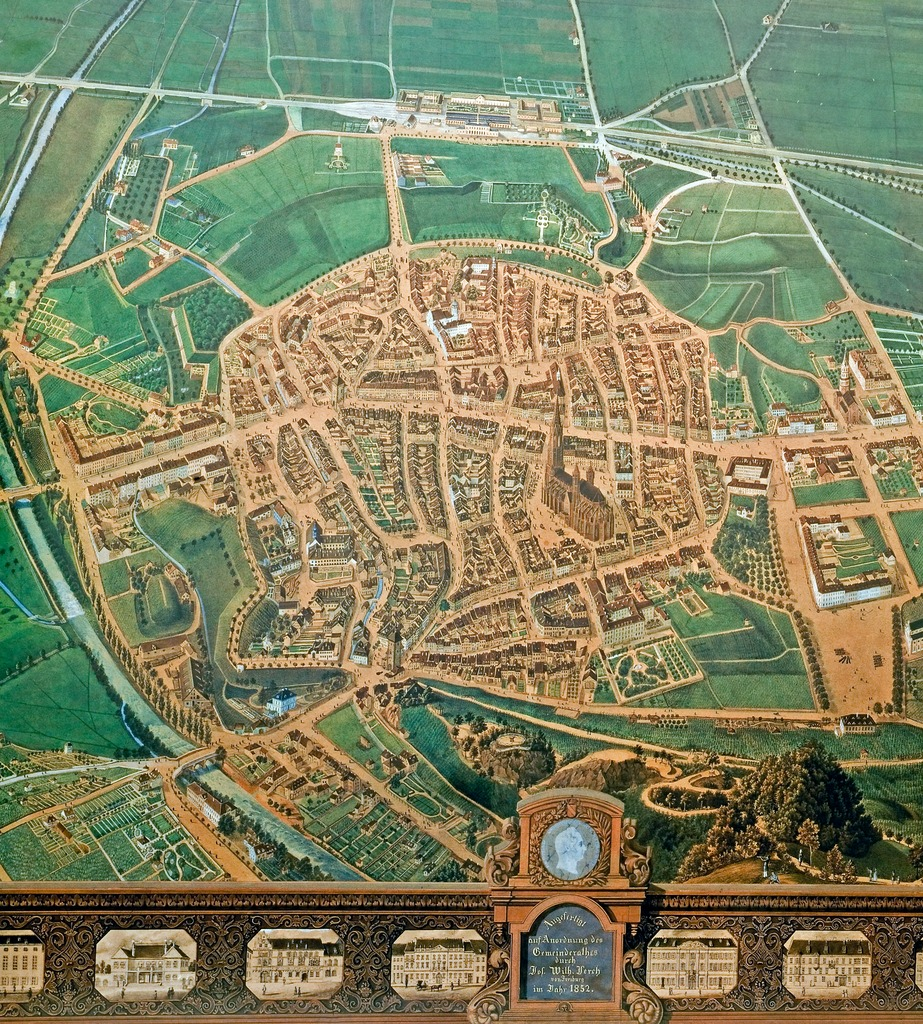
Vue depuis le Schlossberg 1852.

## Cartes historiques

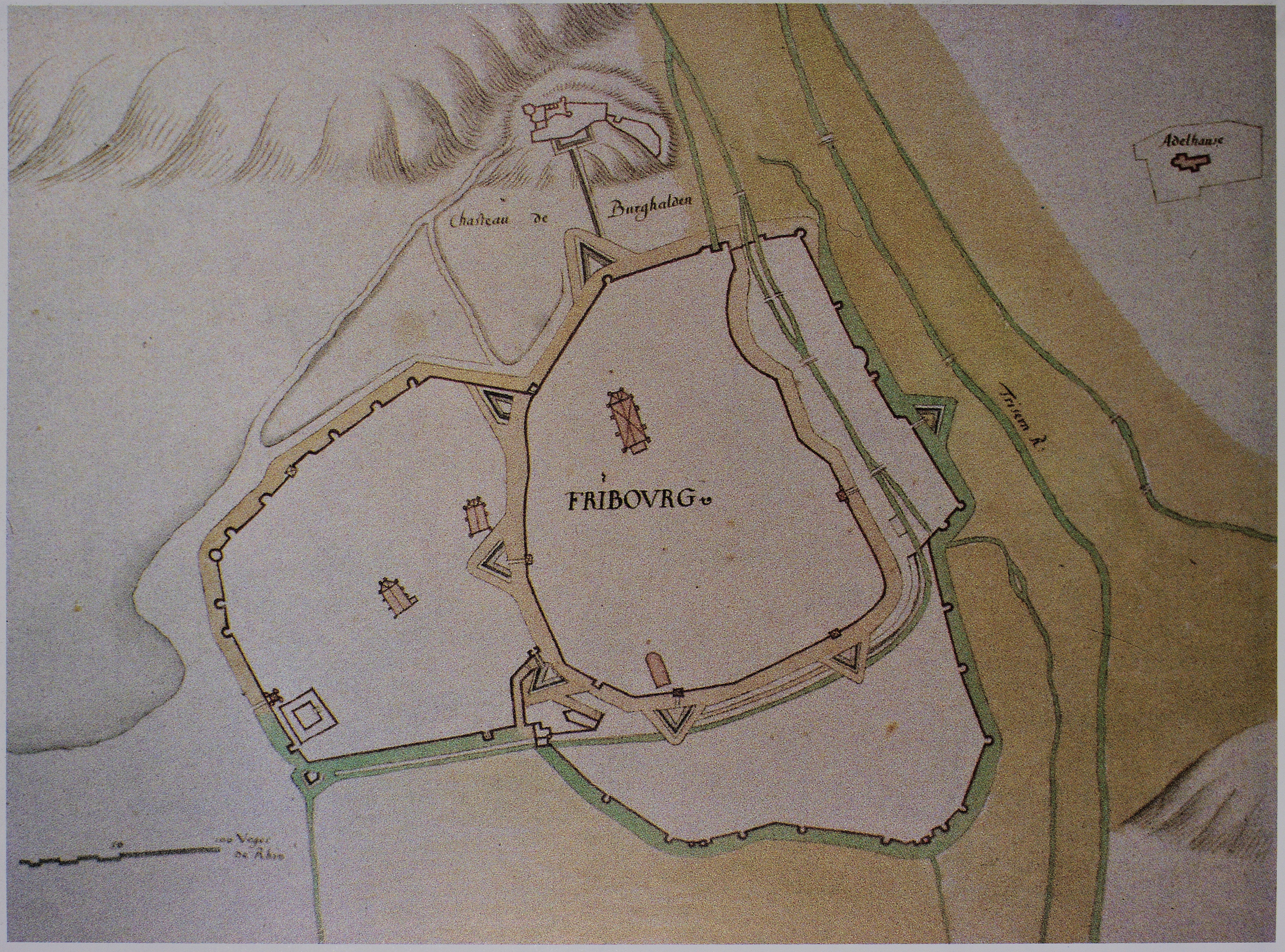
1638
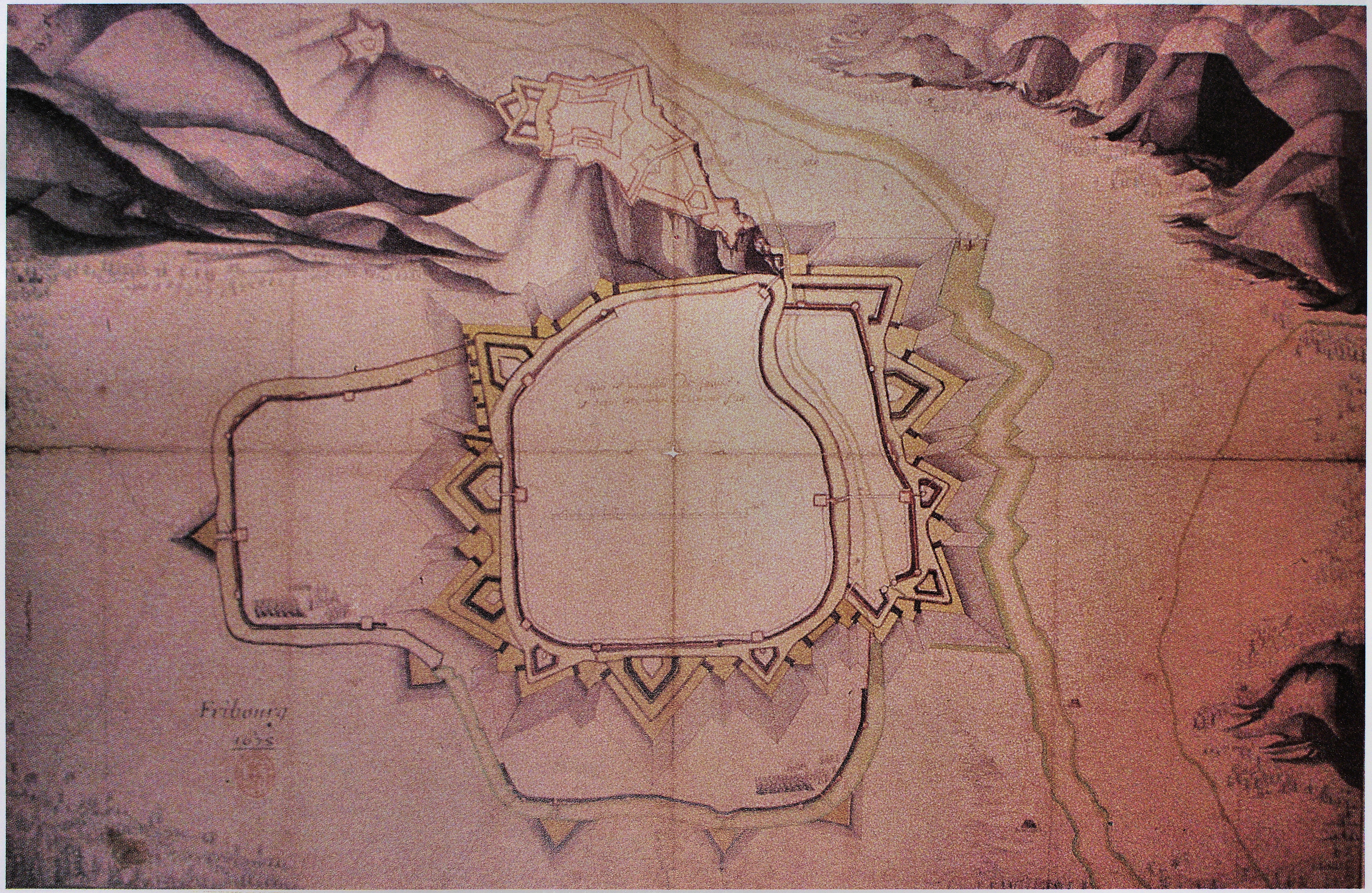
1678
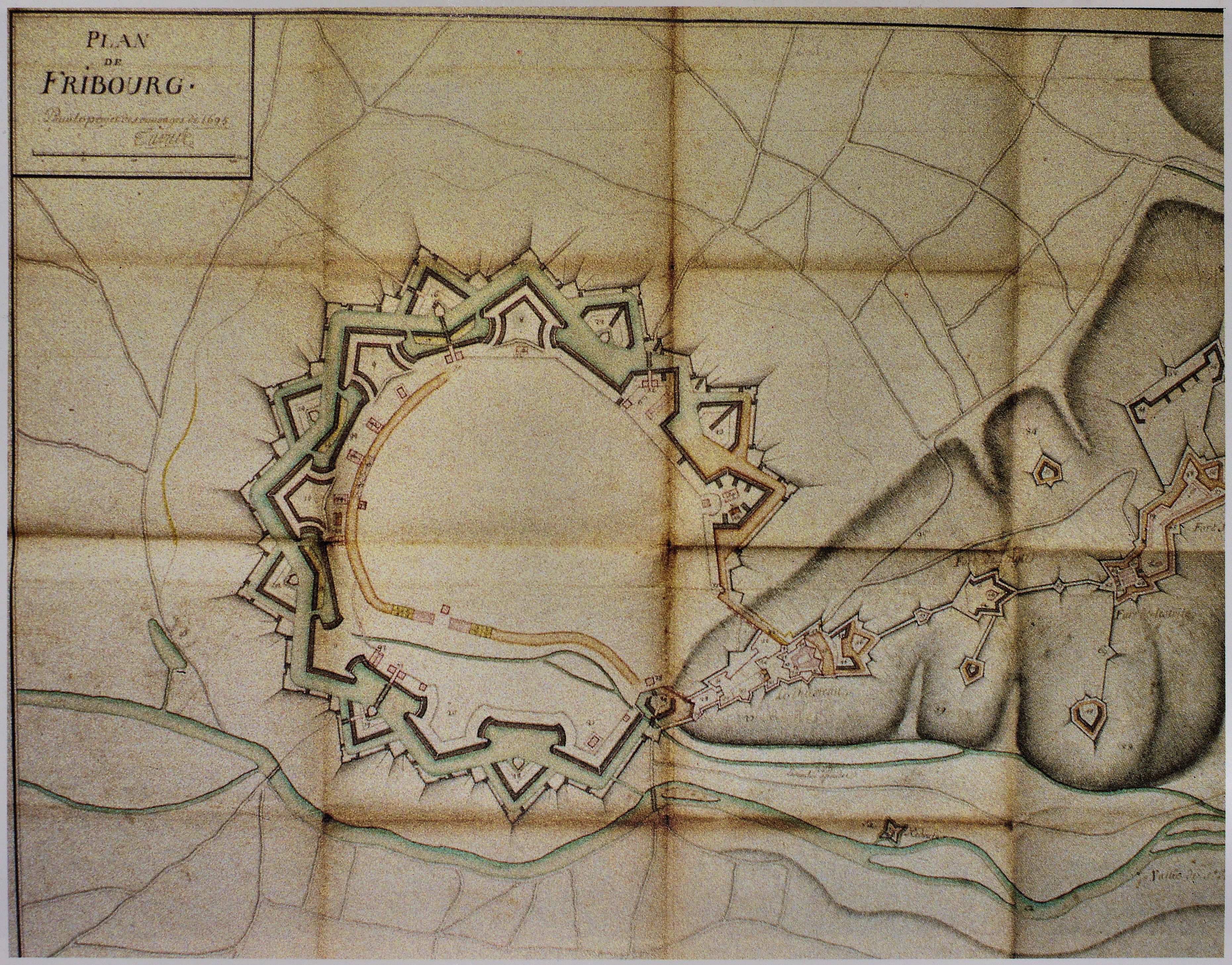
1694
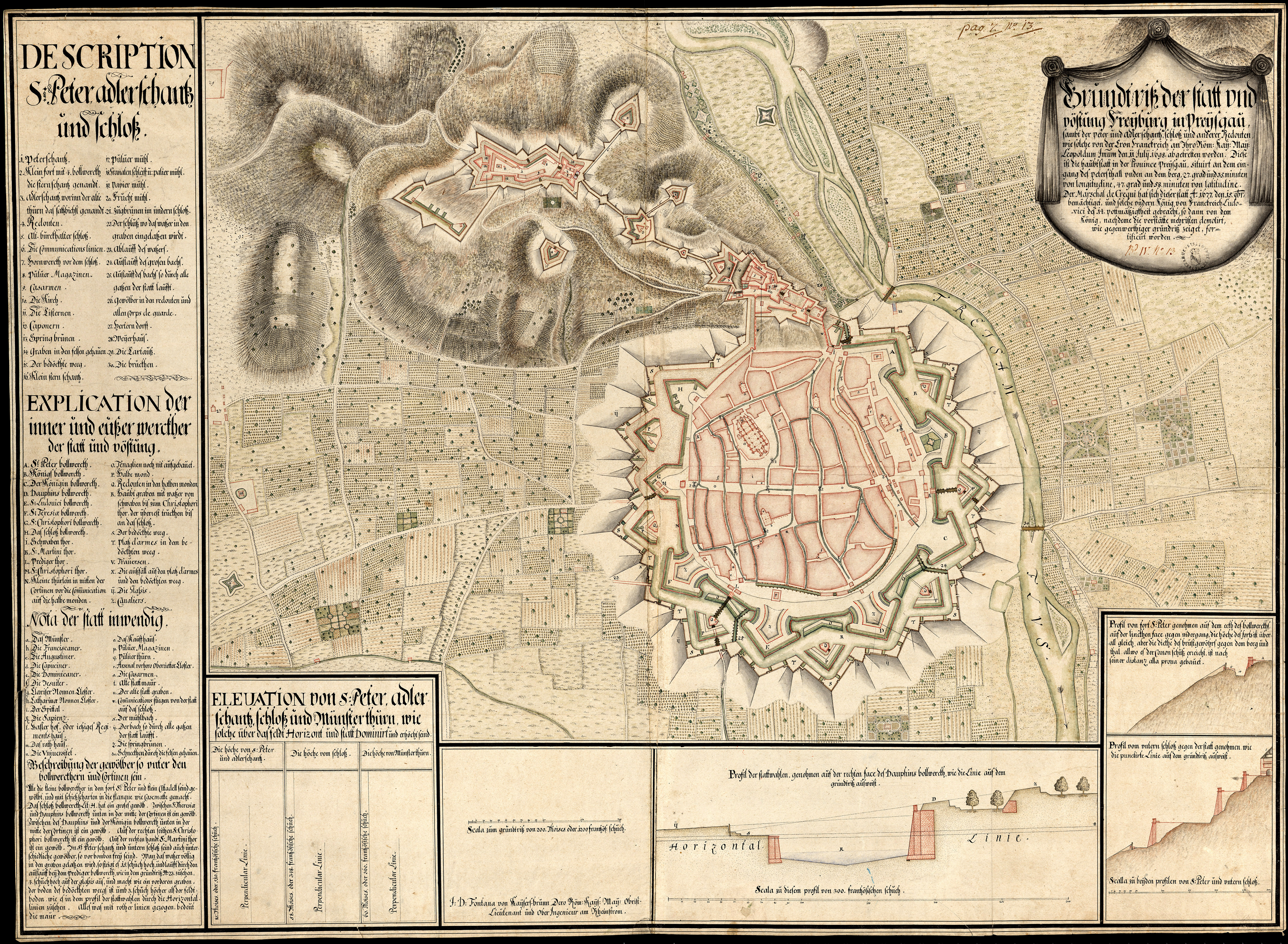
1698
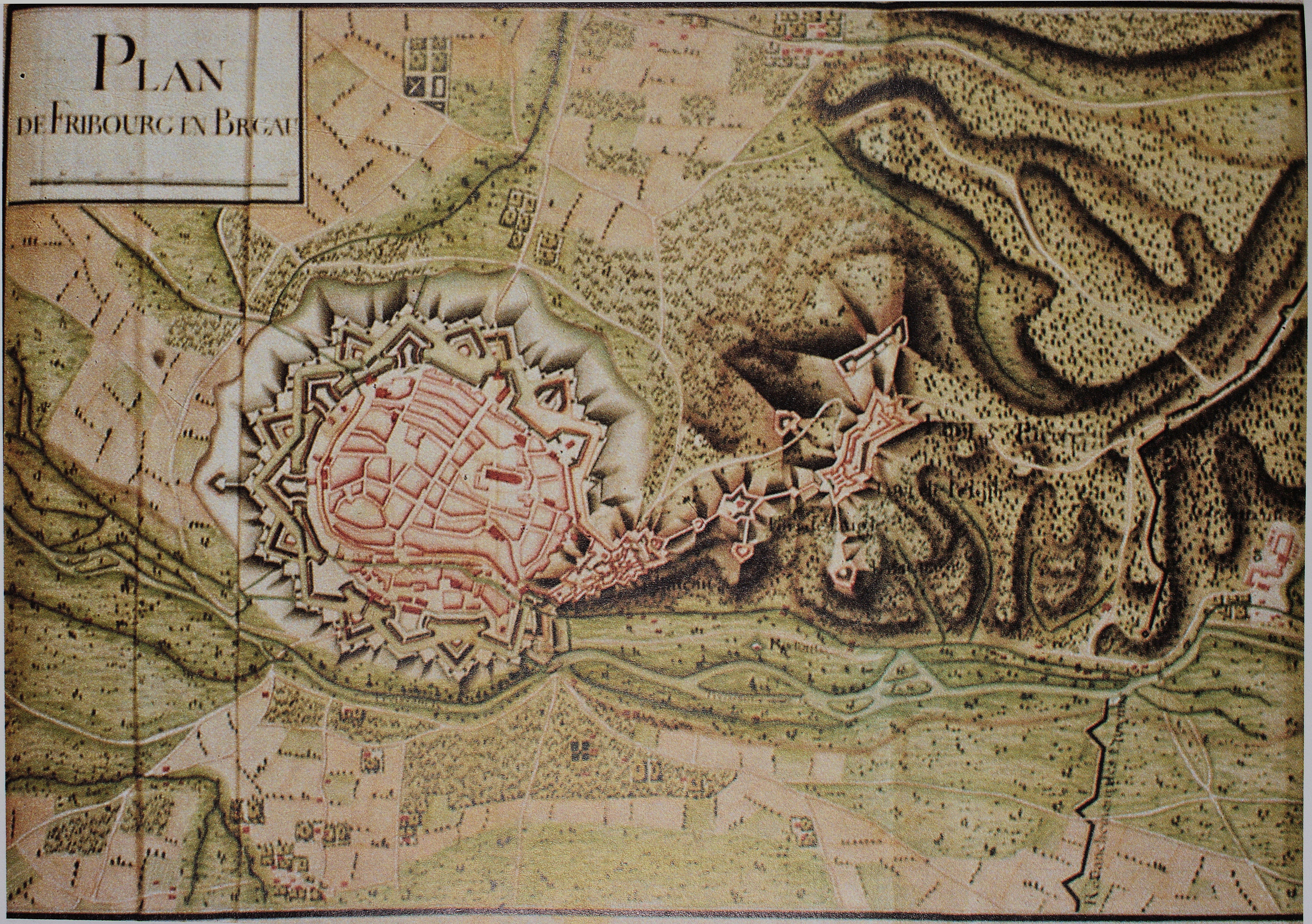
1713

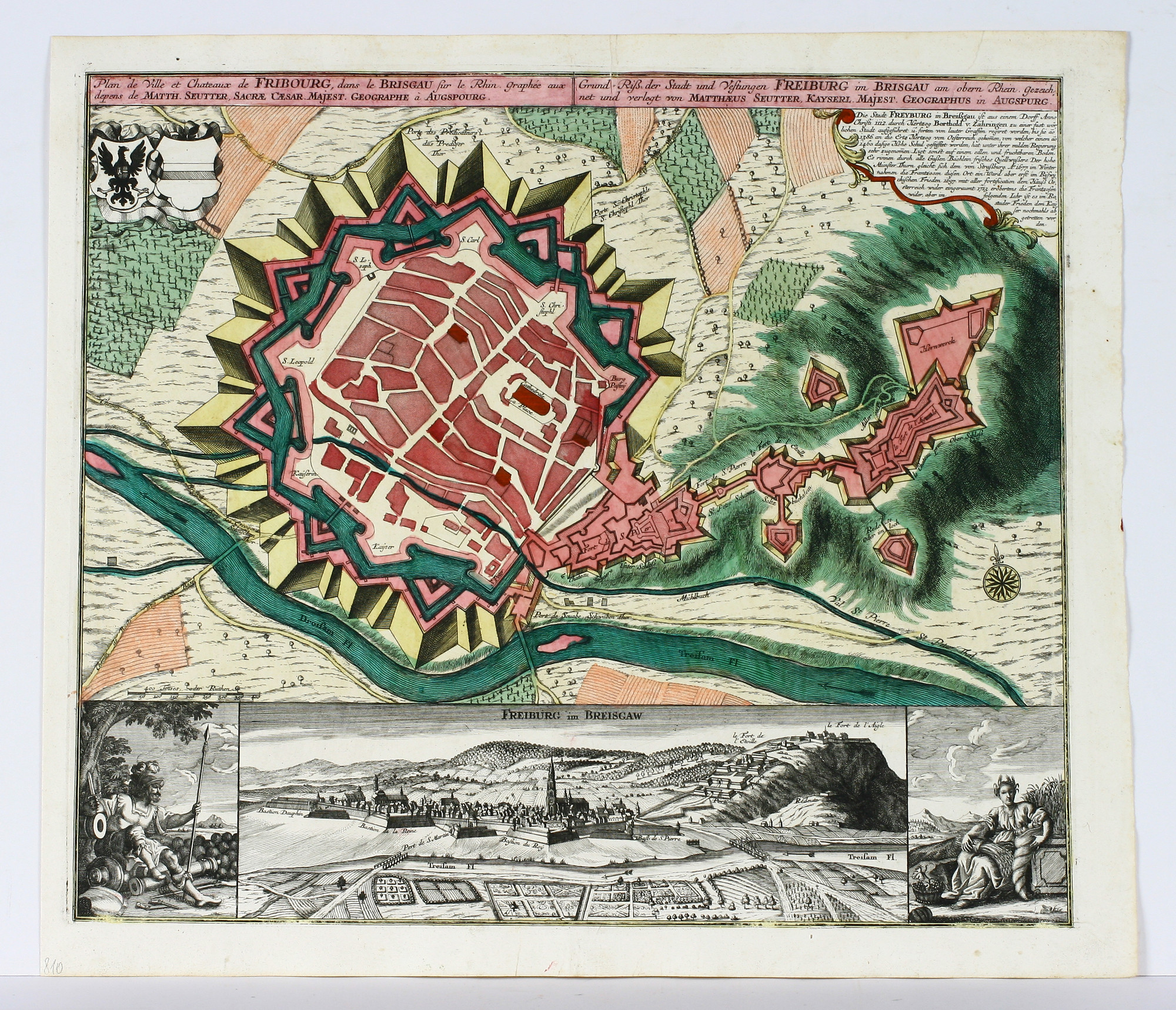
vers 1730
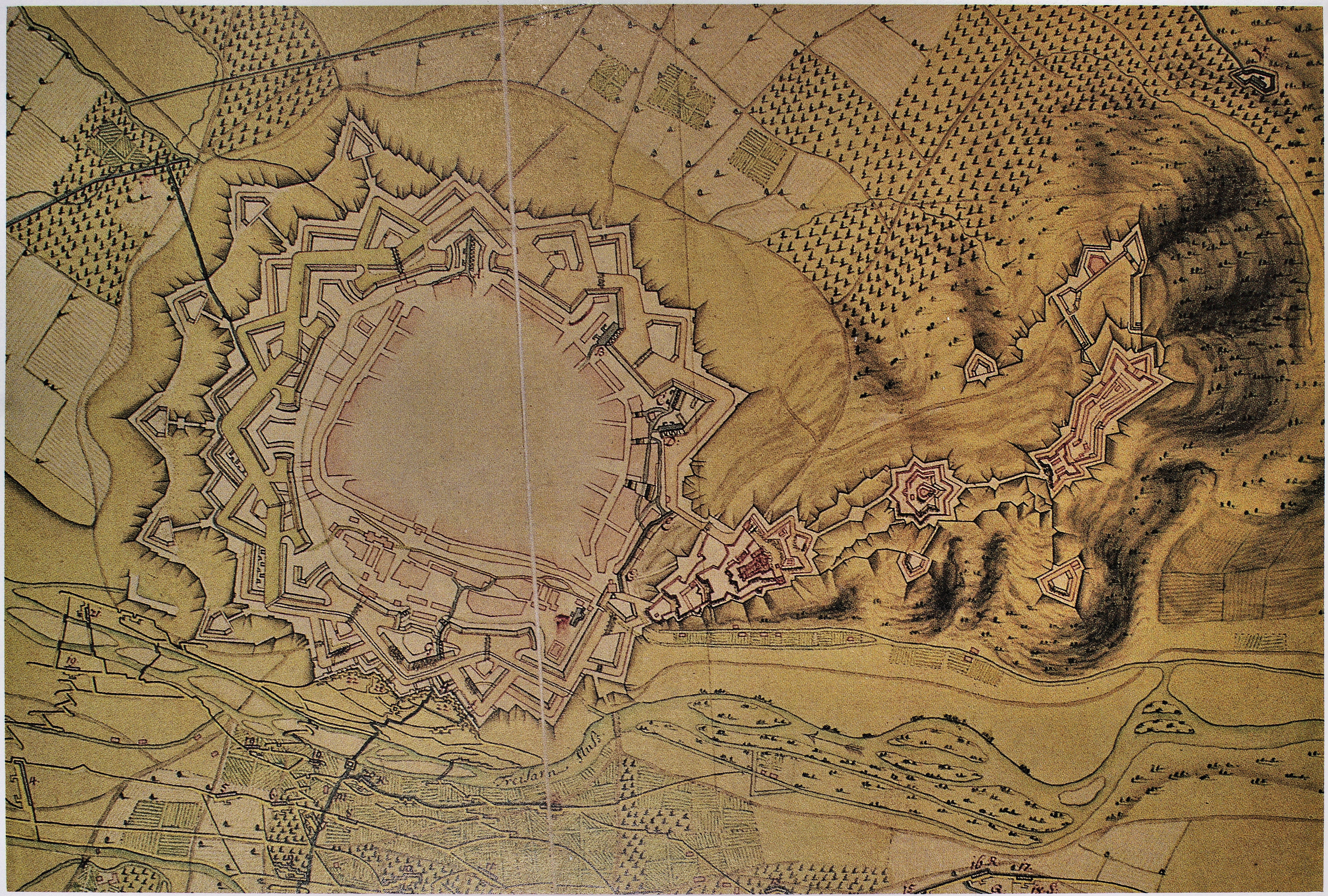
Carte du château et des fortifications 1744
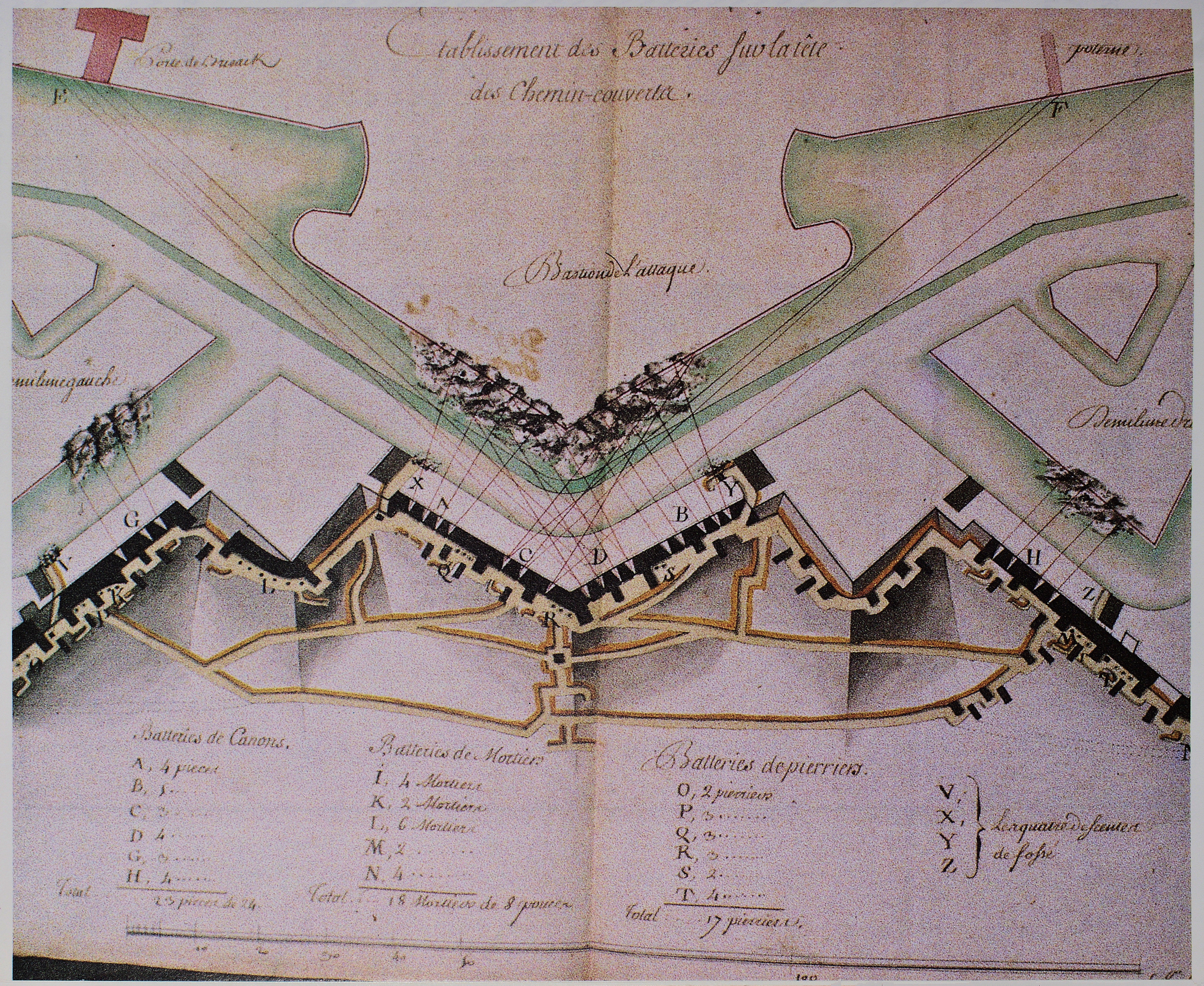
Établissement des batteries sur les chemins-couverts 1744
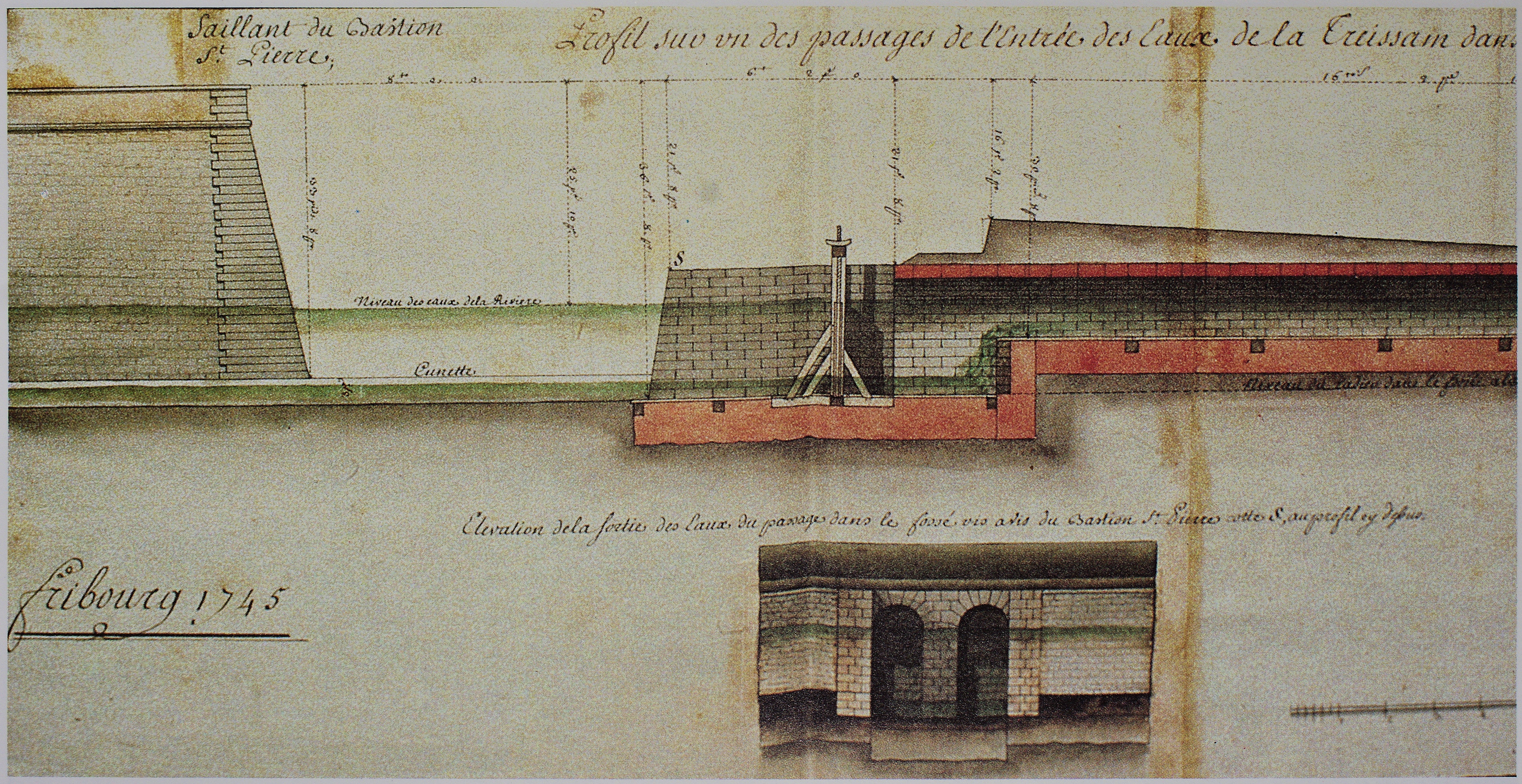
Coupe transversale de la bastion St. Pierre au sommet du Schlossberg 1745
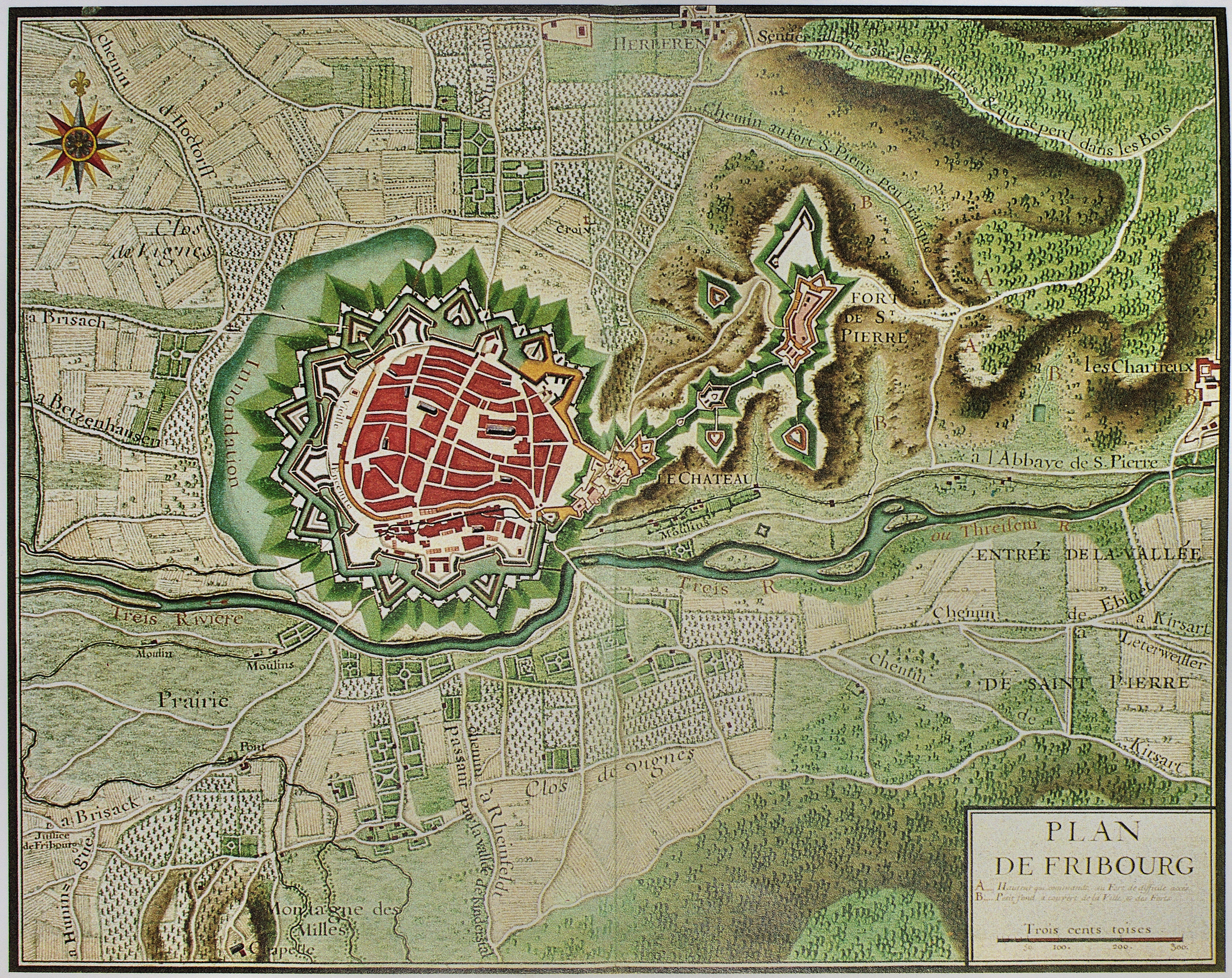
Carte historique de Fribourg et de ses alentours dans la bibliothèque nationale de France à Paris

## Aujourd'hui

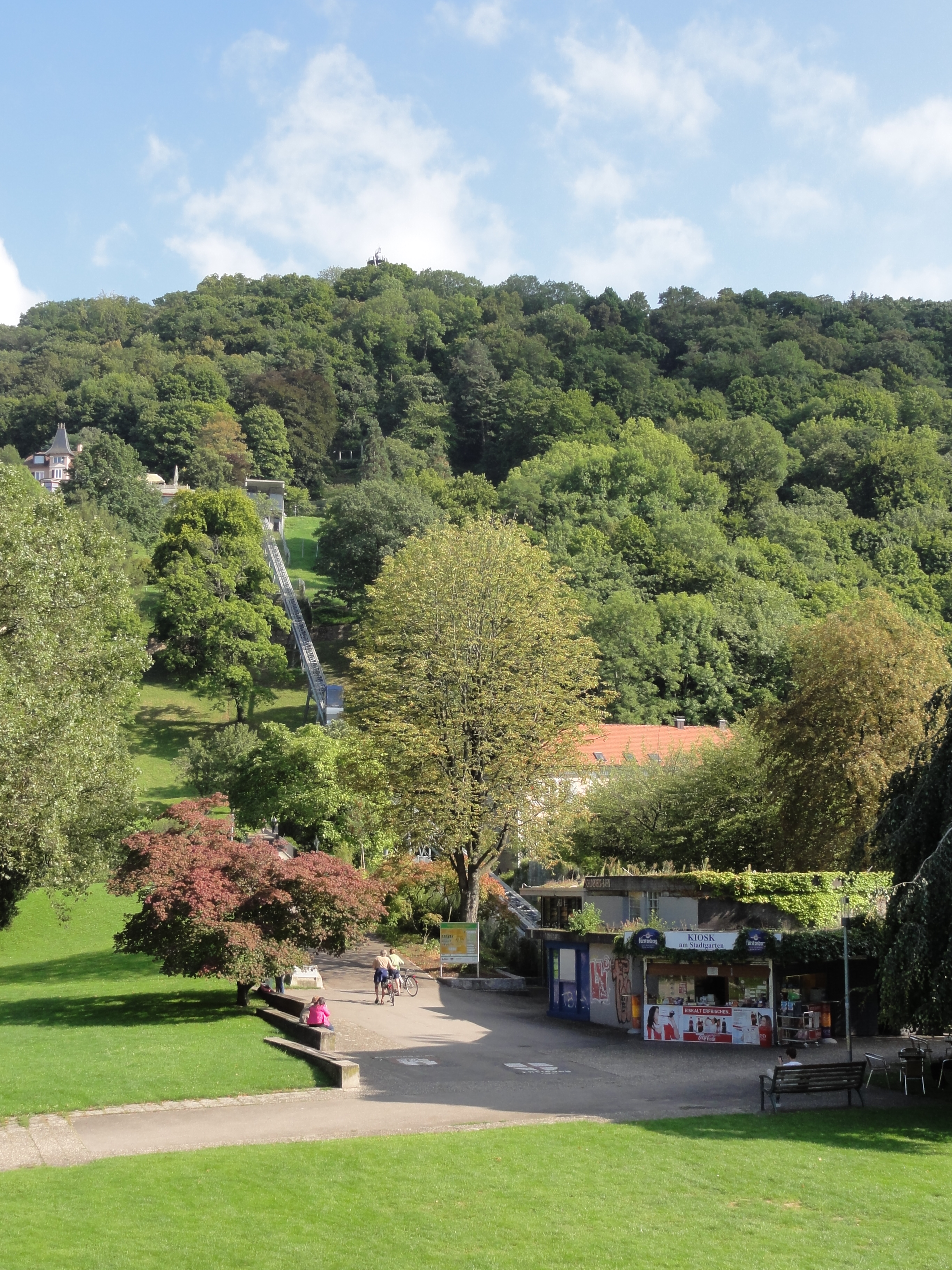
Funiculaire  au mont.
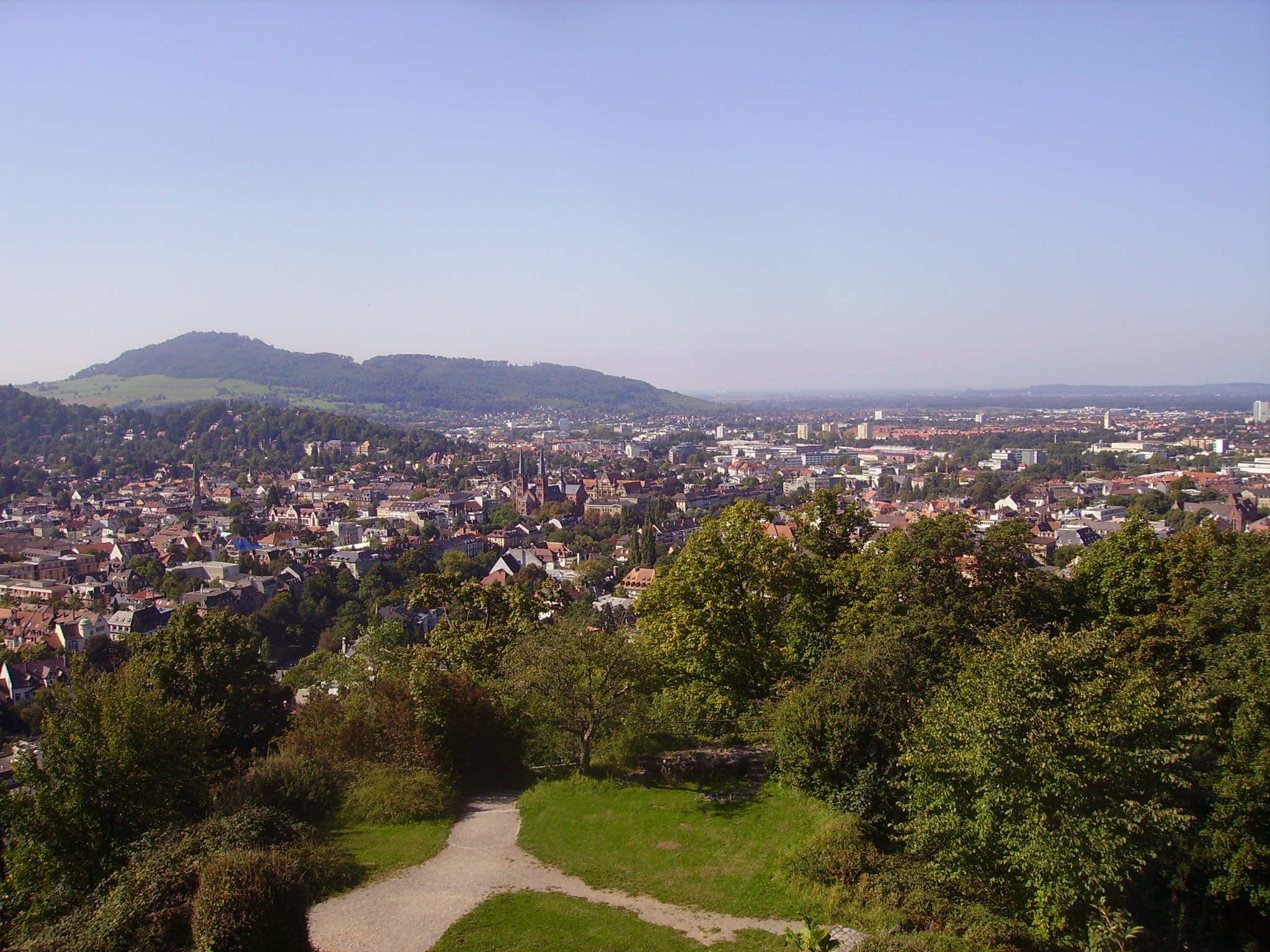
Vue depuis le Schlossberg.
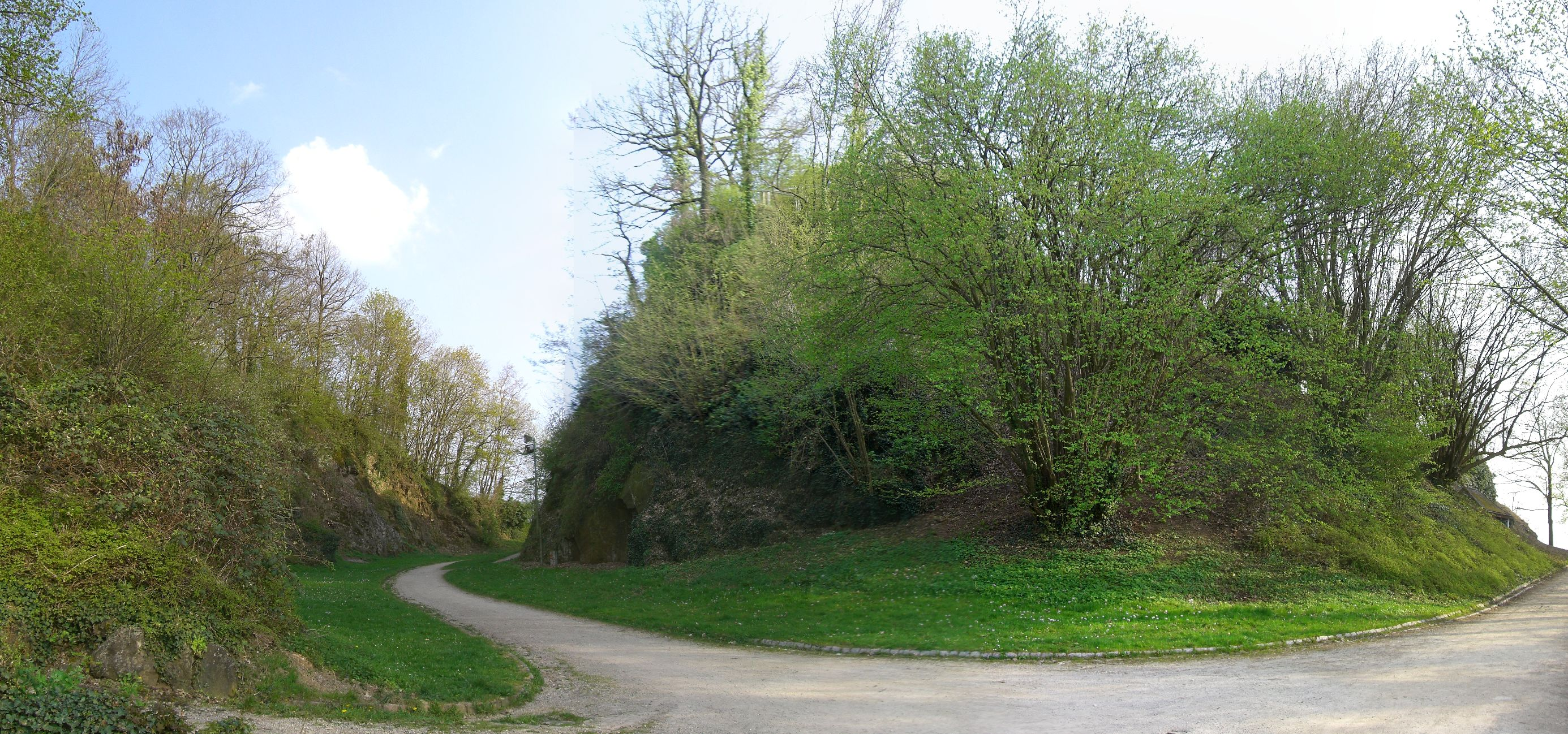
Ludwigshöhe (à gauche la fosse du cou).
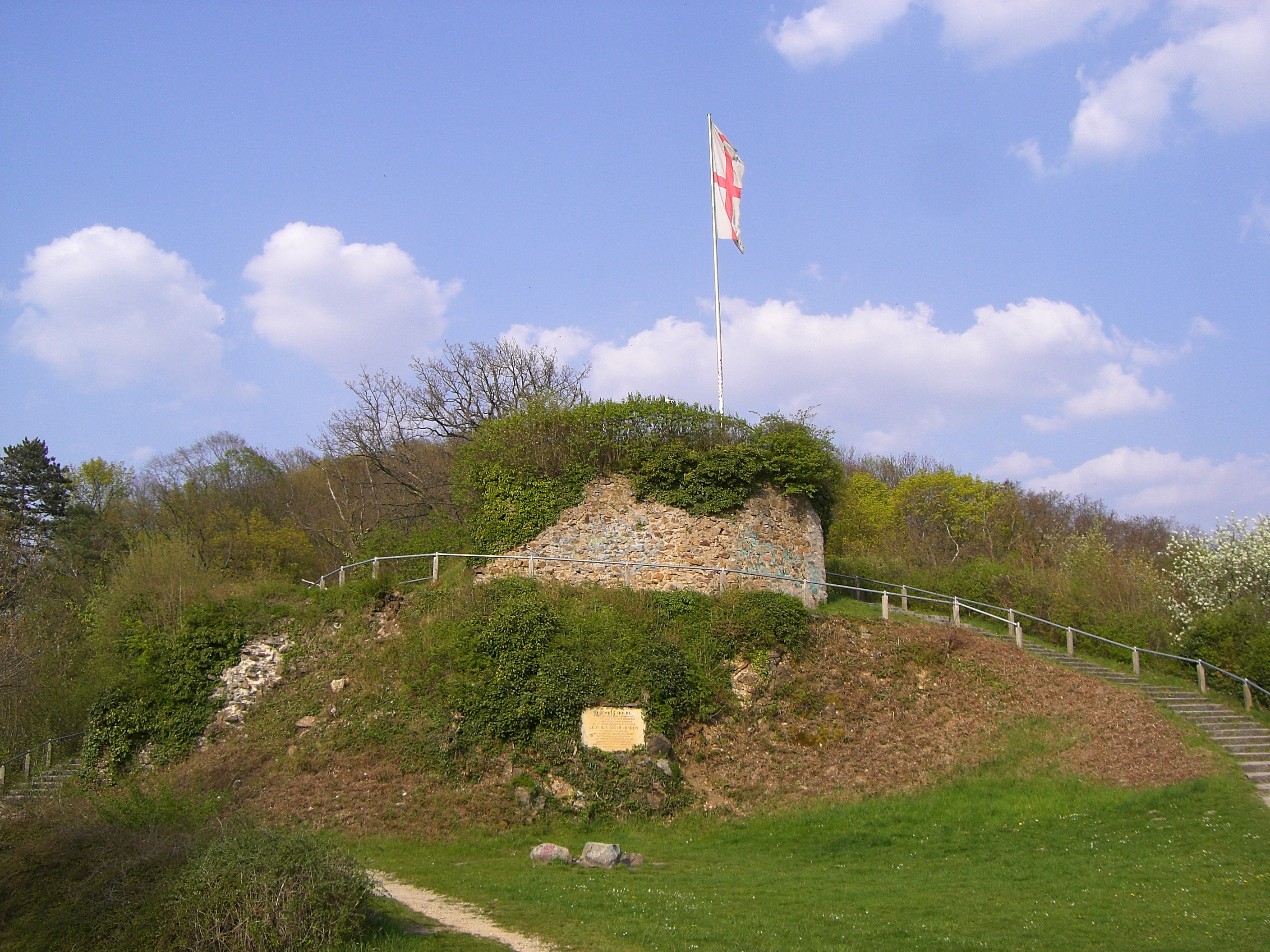
Ludwigshöhe. En haut un beau point de vue sur la ville.
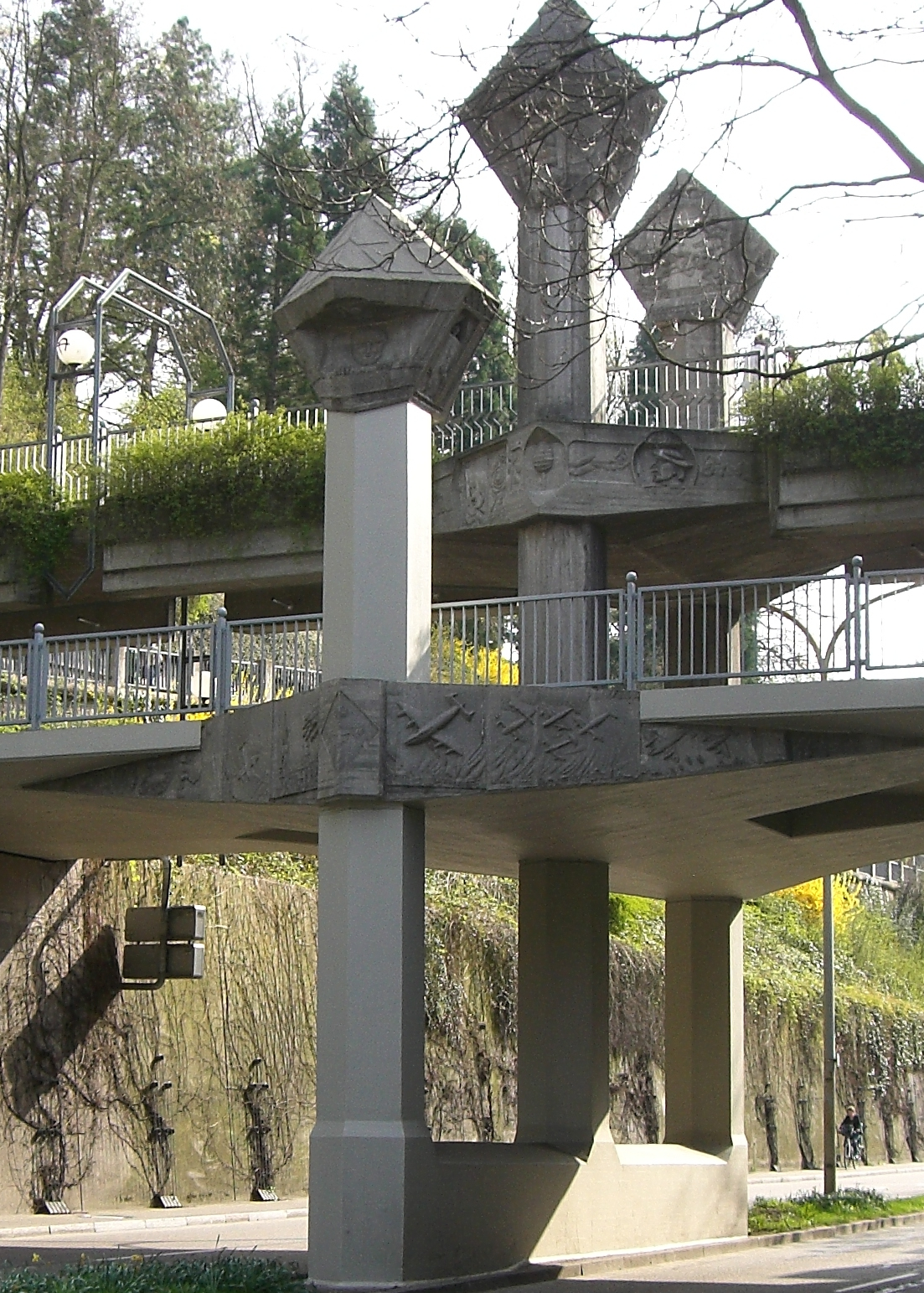
Passerelle au mont.
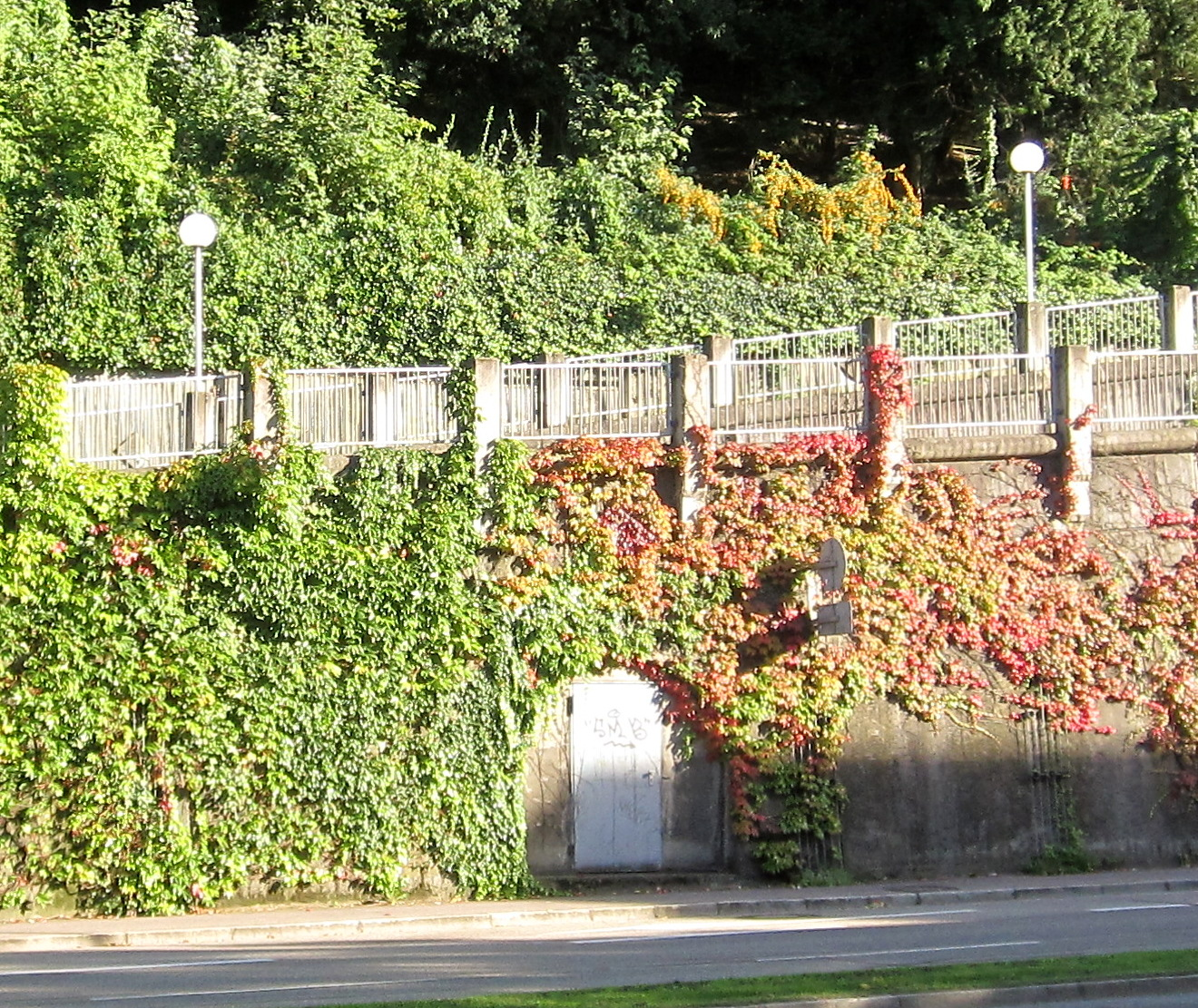
Entrée à l'abri en bas du Schlossberg.
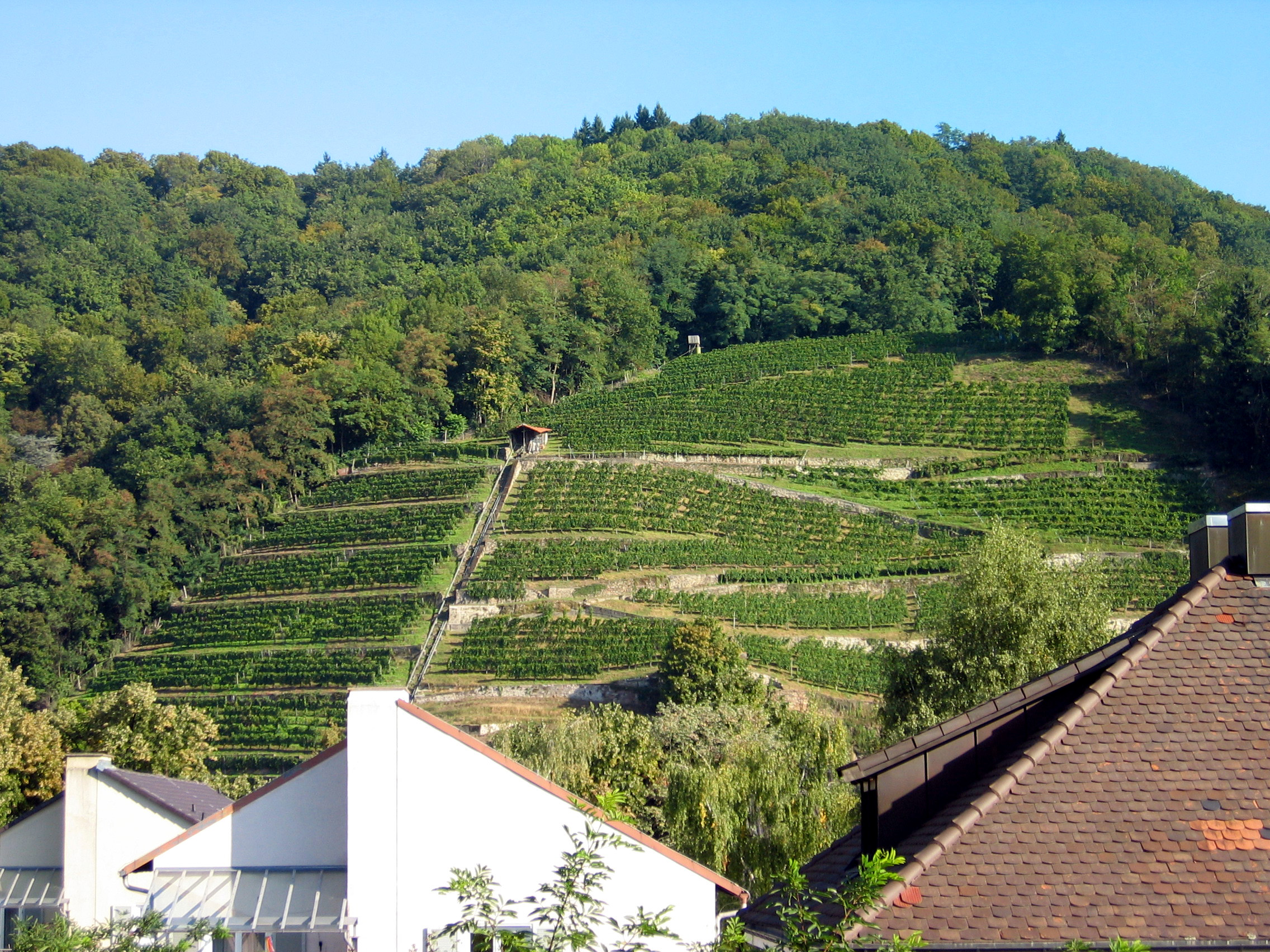
Vignoble sur la pente du Schlossberg.
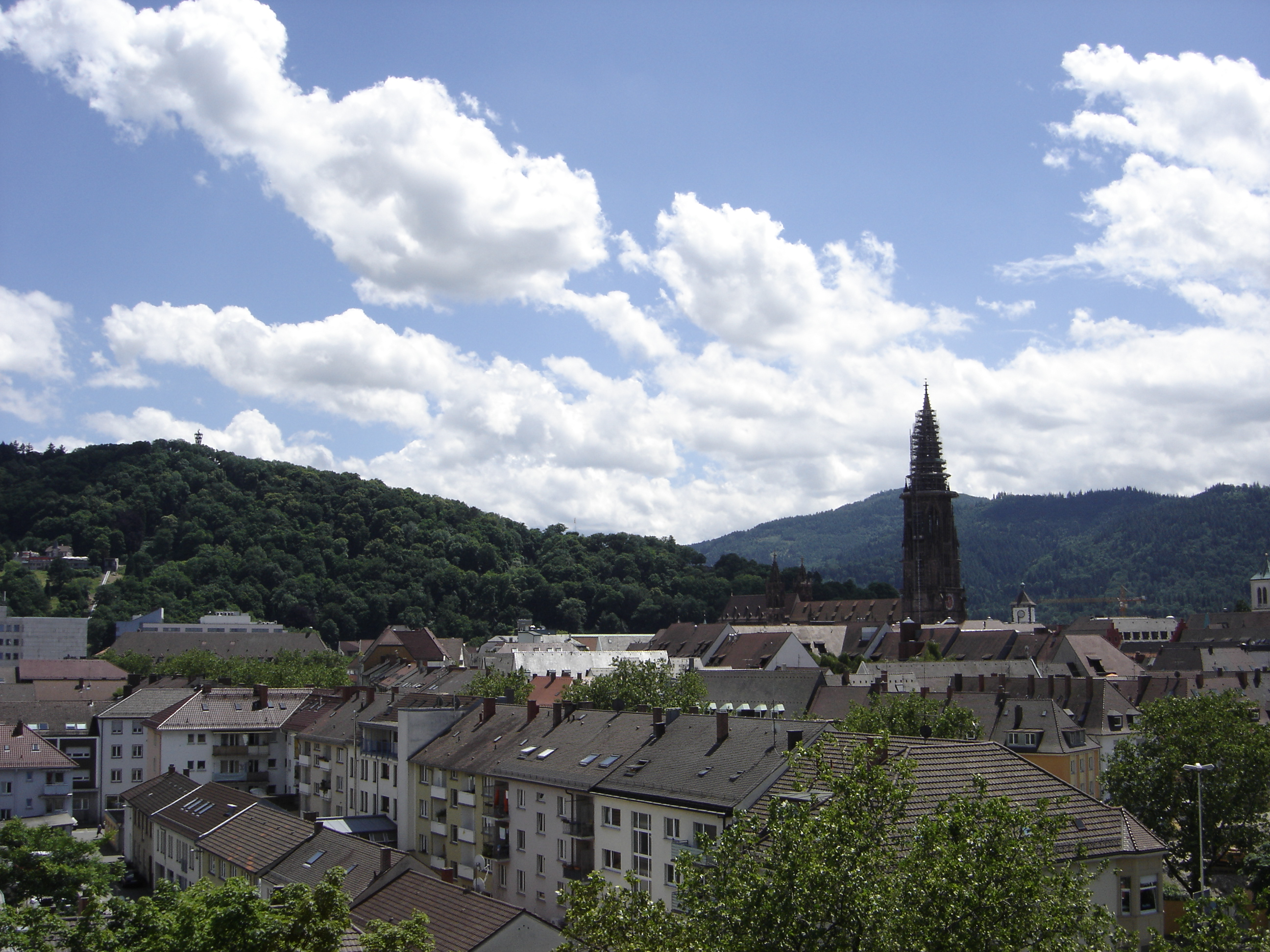
Vue du mont avec funiculaire et belvédère.

## Littérature
- (de) Arthur Hauptmann, Burgen einst und jetzt : Burgen und Burgruinen in Südbaden und angrenzenden Gebieten [« Châteaux hier et aujourd'hui. Châteaux et ruines de châteaux dans la Bade du Sud et les zones adjacentes »], Constance, Südkurier, 1987 (ISBN 3-87799-040-1)
- (de) Hans Schadeck, Burg und Stadtbefestigung von Freiburg bis zum Ende des 16 : Jahrhunderts in Stadt und Festung Freiburg [« Château et fortifications de Fribourg jusqu'à la fin du XVIe siècle dans la ville et la forteresse de Fribourg »], Stadtarchiv Fribourg-en-Brisgau, 1988